# Dion Cooper
Dion Cooper, de son vrai nom Dion Cuiper, est un  chanteur néerlandais né le 29 novembre 1993 à Wassenaar aux Pays-Bas.

Il a été sélectionné pour représenter les Pays-Bas au Concours Eurovision de la chanson 2023, à Liverpool au Royaume-Uni, aux côtés de Mia Nicolai.

## Carrière

### 2015: The Voice of Holland
En 2015, Dion participe à la sixième saison du télé-crochet The Voice of Holland. Lors de son audition à l'aveugle, il interprète la chanson Feeling Good, et intègre l'équipe d'Ali B, après avoir également fait se retourner le coach Marco Borsato. Il est éliminé lors de l'étape des Battles et met sa carrière en pause par la suite.

### 2023: Concours Eurovision de la chanson
Le 1er novembre 2022, AVROTROS annonce que Dion Cooper a été sélectionné en interne aux côtés de Mia Nicolai pour représenter les Pays-Bas au Concours Eurovision de la chanson 2023, à Liverpool au Royaume-Uni. Le duo a été mis en contact deux ans plus tôt, par le gagnant de l'édition 2019 du Concours, Duncan Laurence, ainsi que son compagnon Jordan Garfield,.

## Discographie
- 2020 − Much Higher
- 2020 − Jealousy
- 2020 − Too Young Too Dumb
- 2020 − Simple
- 2021 − Cold
- 2021 − Fire (feat. Maxine)
- 2022 − Know
- 2022 − Blue Jeans